# 北川賢吾
北川 賢吾（きたがわ けんご、1992年8月27日 - ）は、ジャパンラグビーリーグワンクボタスピアーズ船橋・東京ベイに所属するラグビー選手。

## プロフィール
- 福岡県出身。
- ポジションはプロップ(PR)。
- 身長 178 cm、体重 115 kg
- 日本代表キャップは3。（2016年5月現在）
- U20日本代表に選ばれたことがある[1]。

## 来歴
2011年、東福岡高校卒業後、同志社大学に入る。なお東福岡高校時代には高校日本代表に選ばれた。
2015年、同志社大学卒業後、クボタスピアーズ(現・クボタスピアーズ船橋・東京ベイ)に加入。同年11月14日に行われたジャパンラグビートップリーグ第1節の東芝ブレイブルーパス戦に先発出場で公式戦初出場を果たした。
2016年4月30日に行われた2016年アジアラグビーチャンピオンシップ第1戦韓国戦で先発出場で日本代表初キャップを獲得した。
2021年、再結成されたサンウルブズのメンバーに選ばれた。